# Maria Anna di Gesù de Paredes
Maria Anna di Gesù, in spagnolo Mariana de Jesús, al secolo Mariana de Paredes y Flores (Quito, 31 ottobre 1618 – Quito, 26 maggio 1645), è stata una religiosa ecuadoriana.

## Biografia
Di nobili natali, rimase presto orfana: sin dall'infanzia si dedicò all'esercizio della pietà e della mortificazione. Si vide negato il permesso di entrare in un ordine religioso e fece privatamente professione dei voti di povertà, obbedienza e castità: si pose sotto la direzione spirituale dei padri della Compagnia di Gesù e adottò il nome di Maria Anna di Gesù.
Ammessa nel terz'ordine francescano nel 1639, trascorse il resto della sua vita in preghiera e penitenza in una stanza della sua abitazione. In occasione delle numerose calamità (epidemie e terremoti) che colpirono il suo paese nel 1645, offrì a Dio la sua vita in cambio della salvezza dei suoi concittadini.

## Il culto
Oggetto di devozione popolare sin dalla morte, le è intitolato l'Istituto di Santa Marianna di Gesù, fondato nel 1873 dalla beata Mercedes Molina y Ayala.
Beatificata nel 1853, è stata proclamata santa da papa Pio XII il 9 luglio del 1950: è la prima santa della repubblica dell'Ecuador, dove è conosciuta con l'appellativo di "giglio di Quito".
Il Martirologio Romano colloca la sua memoria al giorno 26 maggio.